# Telipogon dubius
Telipogon dubius är en orkidéart som beskrevs av Heinrich Gustav Reichenbach. Telipogon dubius ingår i släktet Telipogon och familjen orkidéer.
Artens utbredningsområde är Colombia. Inga underarter finns listade i Catalogue of Life.